# Војин Симеуновић
Војин Симеуновић ( Брчко 8. мај 1936) је српски професор филозофије. Предавао је Историју савремене филозофије и Основе марксизма на Филозофском факултету у Сарајеву пре избијања рата 1992. Каријеру је завршио На Филозофском факултету у Новом Саду где је предавао онтологију и филозофску методологију.

## Биографија
Војин Симеуновић рођен је у насељу Горња Слатина код Брчког. Завршио је студиј филозофије и српскохрватског језика на Филозофском факултету у Сарајеву 1963. године. Докторску дисертацију под насловом: „Повијест и свијест – Прилог марксистичкој критици метафизике”, одбранио је 1974. године.
После тога је радио на Факултету политичких наука у Сарајеву. Године 1974. изабран је за доцента на Одељењу за филозофију и социологију Филозофског факултета у Сарајеву. Године 1978. унапређен је у звање ванредног професора а 1983. у редовног професора за предмете Историја савремене филозофије и Основе марксизма. Филозофски факултет у Сарајеву напустио је 1992. године и преселио у Београд где се бавио професорским радом на Педагошкој академији.
Главно подручје Симеуновићевог теоријског интересовања је марксистичка филозофија и њен однос према филозофској традицији уопште. Објавио је више студија у часописима: „Преглед”, „Дијалог”, „Praxis”, „Гледиша” и „Одјек”.

## Одабрана дела

### Филозофске студије
- „Филозофија и збиља”, Сарајево, (1979).

- „Између свијести и чина”, Сарајево, (1982).

- „Филозофска критика”, Сарајево, (1983).